# 布蘭科1
布蘭科1 （玉夫座ζ星團）是鄰近太陽的一個疏散星團，距離大約850光年，位於玉夫座，在玉夫座ζ附近。它是波多黎各天文學家托·曼努埃爾·布蘭科在1959年發現的。他注意到在玉夫座ζ星附近1.5度區域內的A型恆星比例異常的偏高。這個星團的年齡相對年輕，大約在1億至1.5億年之間。它位於銀緯-79.3度的高緯度，在銀河平面下方約780 ly（240 pc）。
布蘭科1包含大約300顆恆星，其中大約170顆的視星等比12等更亮，其橫截面的磁密度大約是每秒差距平方30，不到昴宿星團的一半。在已經確認的成員中，有8顆有紅外過量的紅外能量，顯示有岩屑盤在軌道上環繞它們。星團中大約一半的成員是聯星系統；有6顆被確認是光譜聯星。星團中也大約有30-40顆成員是棕矮星。